# Emmanuel Adamakis

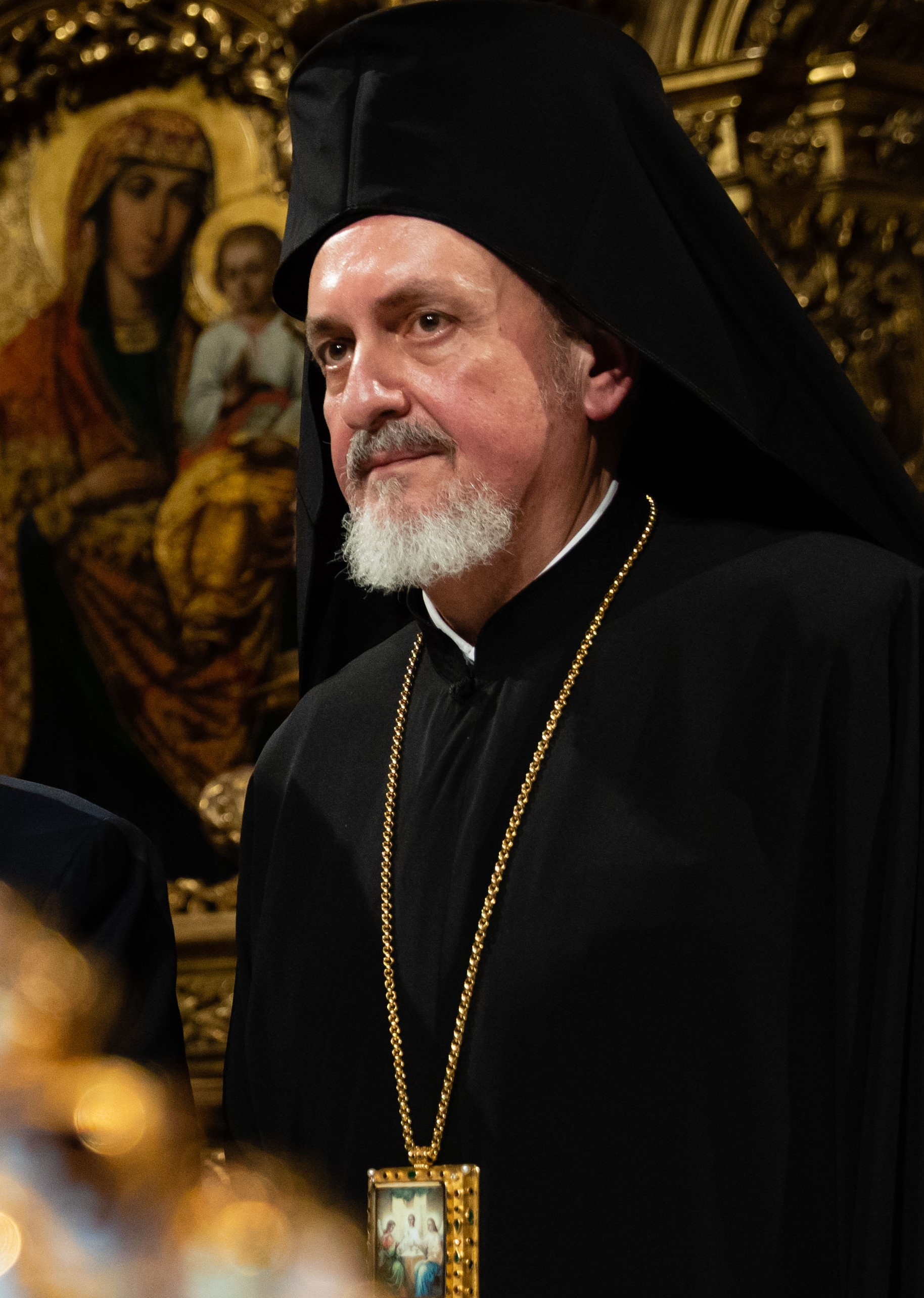
Metropolit Emmanuel

Emmanuel (Adamakis) (griechisch Εμμανουήλ Αδαμάκης; * 19. Dezember 1958 in Agios Nikolaos, Kreta, Griechenland) ist Metropolit von Chalcedon und der Repräsentant des Ökumenischen Patriarchats bei der Europäischen Union.
Nach dem Besuch der Schule in Heraklion studierte er zunächst am Institut Catholique de Paris und am Institut de Théologie Orthodoxe Saint-Serge in Paris. Es folgte ein Aufbaustudium an der Sorbonne und am Institut Supérieur d’Etudes Oecuméniques de l’Institut Catholique de Paris.
Die Priesterweihe erhielt er 1985. Danach studierte er am Holy Cross College in Brookline (Massachusetts), wo er 1987 den Mastergrad erhielt. Danach wurde er Generalvikar der Metropolie von Belgien mit Sitz in Brüssel und dort auch als Gemeindepfarrer tätig. Seit der Gründung dieses Büros 1995 ist er Repräsentant des Ökumenischen Patriarchats bei der Europäischen Union in Brüssel. Am 5. September 1996 wurde er Titularbischof von Reggio und Weihbischof der Metropolie von Belgien Am 20. Januar 2003 wurde er vom Heiligen Synod des Ökumenischen Patriarchats zum Metropoliten von Frankreich gewählt.
Derzeit ist er einer der Vertreter des Christentums im Direktorium des König-Abdullah-Zentrums für interreligiösen und interkulturellen Dialog in Wien. Er ist einer der drei Mitglieder des Präsidiums der Konferenz Europäischer Kirchen und deren Vizepräsident.